# La cigarra i la formiga
La cigarra i la formiga (xinès simplificat: 螳螂捕蝉, pinyin: Tángláng bǔ chán, literalment 'La mantis atrapa la cigarra') és un curtmetratge d'animació en tinta d'estil nacional xinés produït pel Shanghai Art Film Studio l'any 1988 i dirigida per Hu Yihong. El curtmetratge es basa en l'antiga faula xinesa "La mantis atrapa la cigarra, però l'oriol segueix darrere". Més que una adaptació, es tracta d'una interpretació visual de la faula en una breu animació a tinta de només cinc minuts. La pel·lícula va guanyar el segon premi del Grup F al Festival Internacional de Cinema d'Animació de Shanghai el 1988.

## Sinopsi
La pel·lícula descriu un dia calorós d'estiu en què la terra està plena de vida. Una cigarra piulava a la branca. La mantis es va arrossegar tranquil·lament cap a la cigarra. Quan la mantis alça les seues garres a l'esquena per a matar-la, la cigarra bat les ales i comença a volar. Un altre dia, les cigarres tornaven a piular a les branques. Esta vegada, la mantis s'amaga entre les fulles i s'arrossega lentament cap a la cigarra. Esta vegada, la cigarra no se n'ha adonat. Just quan la mantis s'alegrava de la seua victòria, L'oriol, que feia temps que observava, aprofita la situació i es llança sobre la mantis, començant una lluita. Finalment, el soroll va alertar una mostela que estava al forat de l'arbre, i l'animal ix del forat i es llança sobre l'oriol, la mantis i la cigarra.